# New Rock

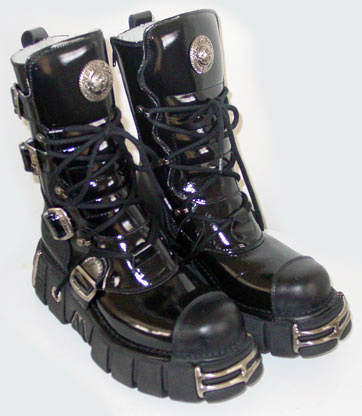
Stivali New Rock

New Rock è un'azienda spagnola di scarpe e abbigliamento.
La società è stata fondata nel 1978 a Yecla dalla famiglia Ortuño che ha un'esperienza di tre generazioni in questo campo; sin dal 1928
Sebbene le calzature rimangano l'obiettivo principale dell'azienda, l'azienda produce anche abbigliamento, come giacche di pelle e corsetti ed inoltre anche caschi da moto.

## Stili
I prodotti New Rock, per la maggior parte fatti di pelle, includono stivali e scarpe in stile gotico, stivali biker, stivali western / cowboy, stivali col tacco alto, scarpe e stivali formali e scarpe da ginnastica.
Ogni linea ha il suo nome, ad esempio le scarpe col tacco alto si chiamano Malicia e gli stivali gotici si chiamano Metallic Power.
Grazie al design insolito, ovvero la suola insolitamente spessa, le punte, le catene e i motivi del cranio, le scarpe New Rock sono ampiamente utilizzate tra i punk.
Il musicista gotico Voltaire menziona i prodotti New Rock come un simbolo di uniformità in " The Industrial Revolution (And How It Ruined My Life) ".